# Classique héritage de la LNH 2011
Match précédent Match suivant
La Classique héritage de la LNH 2011 est un match de hockey sur glace de la Ligue nationale de hockey disputé en extérieur le 20 février 2011 au Stade McMahon à Calgary, dans la province d'Alberta au Canada. Ce match a opposé les Canadiens de Montréal aux Flames de Calgary.
Devant 41 022 spectateurs, les Flames ont remporté ce match 4-0 et le gardien de but de l'équipe Miikka Kiprusoff est nommé première étoile du match après avoir réalisé 39 arrêts et un blanchissage en bloquant tous les tirs des Canadiens.

## Effectifs
| No | Joueur             | Position       |
| -- | ------------------ | -------------- |
| 11 | Scott Gomez        | Centre         |
| 13 | Michael Cammalleri | Ailier gauche  |
| 14 | Tomáš Plekanec     | Centre         |
| 15 | Jeff Halpern       | Centre         |
| 20 | James Wisniewski   | Défenseur      |
| 21 | Brian Gionta       | Ailier droit   |
| 22 | Paul Mara          | Défenseur      |
| 31 | Carey Price        | Gardien de but |
| 32 | Travis Moen        | Ailier droit   |
| 35 | Alex Auld          | Gardien de but |
| 44 | Roman Hamrlík      | Défenseur      |
| 46 | Andreï Kastsitsyne | Ailier gauche  |
| 53 | Ryan White         | Centre         |
| 57 | Benoît Pouliot     | Ailier gauche  |
| 58 | David Desharnais   | Centre         |
| 67 | Max Pacioretty     | Ailier gauche  |
| 68 | Yannick Weber      | Défenseur      |
| 75 | Hal Gill           | Défenseur      |
| 76 | P.K. Subban        | Défenseur      |
| 81 | Lars Eller         | Centre         |

| No | Joueur           | Position       |
| -- | ---------------- | -------------- |
| 4  | Jay Bouwmeester  | Défenseur      |
| 5  | Mark Giordano    | Défenseur      |
| 6  | Cory Sarich      | Défenseur      |
| 8  | Brendan Morrison | Centre         |
| 10 | Niklas Hagman    | Ailier gauche  |
| 11 | Mikael Backlund  | Centre         |
| 12 | Jarome Iginla    | Ailier droit   |
| 13 | Olli Jokinen     | Centre         |
| 15 | Tim Jackman      | Ailier droit   |
| 16 | Tom Kostopoulos  | Ailier droit   |
| 17 | René Bourque     | Ailier gauche  |
| 18 | Matt Stajan      | Centre         |
| 20 | Curtis Glencross | Ailier gauche  |
| 25 | David Moss       | Ailier droit   |
| 27 | Steve Staios     | Défenseur      |
| 28 | Robyn Regehr     | Défenseur      |
| 33 | Anton Babtchouk  | Défenseur      |
| 34 | Miikka Kiprusoff | Gardien de but |
| 35 | Henrik Karlsson  | Gardien de but |
| 40 | Alex Tanguay     | Ailier gauche  |

## Feuille de match
| 20 février 2011 | Calgary | 4-0 (1-0, 2-0, 1-0) | Montréal | Stade McMahon 41 022 spectateurs |

| Feuille de match | Feuille de match | Feuille de match | Feuille de match | Feuille de match                                          |
| ---------------- | --- | ---------------- | ---------------- | --------------------------------------------------------- |
|                  | Bourque (Tanguay, Jokinen) — 8 min 9 s (SN) Babtchouk (Glencross, Morrison) — 32 min 44 s (IN) Bourque (Sarich) — 34 min 46 s Tanguay (Iginla, Morrison) — 50 min 53 s (SN) | 1-0 2-0 3-0 4-0  | -                | Arbitrage : Brad Meier, Mike Leggo Mike Cvik, Mark Wheler |
| Miikka Kiprusoff | Gardiens | Carey Price      |                  | Arbitrage : Brad Meier, Mike Leggo Mike Cvik, Mark Wheler |
| 2 min            | Pénalités | 8 min            |                  | Arbitrage : Brad Meier, Mike Leggo Mike Cvik, Mark Wheler |
| 37               | Tirs | 39               |                  | Arbitrage : Brad Meier, Mike Leggo Mike Cvik, Mark Wheler |